# Liste des attentats islamistes meurtriers en Allemagne
Pour un article plus général, voir Liste des attentats islamistes meurtriers en Europe.
Cette page recense la liste des attentats islamistes qui ont eu lieu en Allemagne et qui ont fait au moins un mort.

## Années 2010-2019
| Date             | Ville     | Lieu(x)                                     | Nombre de morts | Organisation terroriste | Victimes                                                                       | Remarques                                                                                    | Article détaillé                                |
| ---------------- | --------- | ------------------------------------------- | --------------- | ----------------------- | ------------------------------------------------------------------------------ | -------------------------------------------------------------------------------------------- | ----------------------------------------------- |
| 2 mars 2011      | Francfort | Aéroport de Francfort-sur-le-Main           | 2               |                         | - 2 aviateurs américains                                                       |                                                                                              | Attentat de l'aéroport de Francfort-sur-le-Main |
| 19 décembre 2016 | Berlin    | Marché de Noël de la place Breitscheidplatz | 13              | État islamique          | - 7 Allemands - 1 Italien - 1 Israélien - 1 Polonais - 1 Tchèque - 2 Ukrainien | Un terroriste au volant d'un camion bélier foncé sur le marché de Noël tuant douze personnes | Attentat du 19 décembre 2016 à Berlin           |
| 28 juillet 2017  | Hambourg  |                                             | 1               |                         | - 1 homme de 50 ans                                                            |                                                                                              | Attaque du 28 juillet 2017 à Hambourg           |
| Total            | Total     | Total                                       | 16              |                         |                                                                                |                                                                                              |                                                 |

## Années 2020-
| Date           | Ville     | Lieu(x)                    | Nombre de morts | Organisation terroriste | Victimes                 | Remarques                                                     | Article détaillé                             |
| -------------- | --------- | -------------------------- | --------------- | ----------------------- | ------------------------ | ------------------------------------------------------------- | -------------------------------------------- |
| 4 octobre 2020 | Dresde    |                            | 1               | État islamique          | - Homme de 53 ans.       | Un terroriste attaque au couteau des civils                   | Attaque du 4 octobre 2020 à Dresde           |
| 9 avril 2023   | Duisbourg |                            | 1               |                         | - Un civil.              | Un terroriste attaque au couteau des civils.                  | [ 1 ]                                        |
| 31 mai 2024    | Mannheim  |                            | 1               |                         | - Un policier de 29 ans. | Un terroriste attaque au couteau des civils et des policiers. | Attaque au couteau à Mannheim le 31 mai 2024 |
| 23 août 2024   | Solingen  | Place du marché de Fronhof | 3               | État islamique          | - trois civils           | Un terroriste attaque au couteau des civils                   | Attaque au couteau de Solingen               |
| Total          | Total     | Total                      | 6               |                         |                          |                                                               |                                              |

## Attaque avec blessés
| 17 septembre 2015 | Berlin     |                          | 1  | Ansar al-Islam |                        |  |  |
| 26 février 2016   | Hanovre    |                          | 1  | État islamique | ,                      |  |  |
| 16 avril 2016     | Essen      | Temple Sikh              | 3  |                | [ 4 ]                  |  |  |
| 18 juillet 2016   | Wurtzbourg | Train Régional Allemands | 5  | État islamique | Attentat de Wurtzbourg |  |  |
| 24 juillet 2016   | Ansbach    | Un restaurant d'Ansbach  | 15 | État islamique | Attentat d'Ansbach     |  |  |
| Total             | Total      | Total                    | 25 |                |                        |  |  |

### Années 2020-
| Avril et Mai 2020 | Waldkraiburg              | Restaurant Turc         | 6  |  | [ 5 ]                                    |  |  |
| 18 août 2020      | Berlin                    | Autoroute allemande 100 | 6  |  | Attentat du 18 août 2020 à Berlin        |  |  |
| 6 novembre 2021   | Entre Passau et Nuremberg | Train                   | 5  |  | [ 6 ]                                    |  |  |
| 21 février 2025   | Berlin                    | Mémorial aux Juifs      | 1  |  | Attaque du 21 février 2025 à Berlin (de) |  |  |
| Total             | Total                     | Total                   | 18 |  |                                          |  |  |